# Paso de Guana
Paso de Guana är ett bergspass i Argentina, på gränsen till Chile. Det ligger i den nordvästra delen av landet, 1 200 km väster om huvudstaden Buenos Aires. Paso de Guana ligger 4 076 meter över havet.
Terrängen runt Paso de Guana är huvudsakligen kuperad, men åt nordost är den bergig. Trakten runt Paso de Guana är nära nog obefolkad, med mindre än två invånare per kvadratkilometer.. Det finns inga samhällen i närheten.
Trakten runt Paso de Guana är ofruktbar med lite eller ingen växtlighet.